# Cupa României 2015-2016
La Cupa României 2015-2016 è stata la 78ª edizione della coppa nazionale, principale torneo a eliminazione diretta del calcio rumeno, che si è disputata tra il 15 luglio 2015 e il 17 maggio 2016. La squadra vincitrice è ammessa al terzo turno della UEFA Europa League 2016-2017. Il vincitore del trofeo è il CFR Cluj, al suo quarto titolo.

## Formula
Il torneo si svolge con turni ad eliminazione diretta a partita unica tranne le semifinali, svolte con partite di andata e ritorno. Nella fase preliminare si incontrano i club delle serie inferiori mentre le squadre della Liga I giocano a partire dai sedicesimi di finale.

## Sedicesimi di finale
| Squadra 1            | Risultato       | Squadra 2                 |
| -------------------- | --------------- | ------------------------- |
| 22 settembre 2015    |                 |                           |
| UTA Arad             | 1 – 1 (1-3 dcr) | Pandurii                  |
| Balotești            | 0 – 1 (dts)     | CFR Cluj                  |
| Bucovina Pojorâta    | 1 – 4           | Târgu Mureș               |
| Viitorul II Costanza | 2 – 1           | Acad. Clinceni            |
| Berceni              | 1 – 1 (2-4 dcr) | CSM Studențesc Iași       |
| Râmnicu Vâlcea       | 0 – 2           | SSU Politehnica Timișoara |
| 23 settembre 2015    |                 |                           |
| ASC Bacău            | 1 – 1 (5-3 dcr) | U Craiova                 |
| Unirea Brânceni      | 0 – 5           | Astra Giurgiu             |
| Mioveni              | 1 – 2           | Botoșani                  |
| Rapid Suceava        | 0 – 2           | Brașov                    |
| Minaur Baia Mare     | 1 – 0           | Voluntari                 |
| Unirea Tărlungeni    | 0 – 6           | Petrolul Ploiești         |
| Ripensia Timișoara   | 0 - 2           | Viitorul Costanza         |
| 24 settembre 2015    |                 |                           |
| Dacia Unirea Brăila  | 2 – 3           | Dinamo Bucarest           |
| Targu Mures II       | 0 – 4           | Concordia Chiajna         |
| U Cluj               | 0 – 1           | Steaua Bucarest           |

## Ottavi di finale
| Squadra 1                 | Risultato       | Squadra 2           |
| ------------------------- | --------------- | ------------------- |
| 27 ottobre 2015           |                 |                     |
| Brașov                    | 3 – 4 (dts)     | Astra Giurgiu       |
| Concordia Chiajna         | 1 – 2           | CSM Studențesc Iași |
| SSU Politehnica Timișoara | 2 – 1           | Petrolul Ploiești   |
| 28 ottobre 2015           |                 |                     |
| ASC Bacău                 | 0 – 1           | Târgu Mureș         |
| Viitorul II Costanza      | 0 – 1           | CFR Cluj            |
| Pandurii                  | 2 – 3           | Dinamo Bucarest     |
| 29 ottobre 2015           |                 |                     |
| Viitorul Costanza         | 1 – 0           | Botoșani            |
| Minaur Baia Mare          | 1 – 1 (1-4 dcr) | Steaua Bucarest     |

## Quarti di finale
| Squadra 1                 | Risultato       | Squadra 2       |
| ------------------------- | --------------- | --------------- |
| 15 dicembre 2015          |                 |                 |
| SSU Politehnica Timișoara | 1 - 1 (6-7 dcr) | Târgu Mureș     |
| Dinamo Bucarest           | 2 - 1           | Astra Giurgiu   |
| 16 dicembre 2015          |                 |                 |
| CSM Studențesc Iași       | 1 - 2           | CFR Cluj        |
| 17 dicembre 2015          |                 |                 |
| Viitorul Costanza         | 0 - 1           | Steaua Bucarest |

## Semifinali
| Squadra 1                          | Totale | Squadra 2       | Andata | Ritorno |
| ---------------------------------- | ------ | --------------- | ------ | ------- |
| 2-3 marzo 2016 / 20-21 aprile 2016 |        |                 |        |         |
| Târgu Mureș                        | 0 - 2  | CFR Cluj        | 0 - 0  | 0 - 2   |
| Dinamo Bucarest                    | 2 - 2  | Steaua Bucarest | 0 - 0  | 2 - 2   |

## Finale
| Arbitro: | Hategan |

|                                      |                      |                                         |
| Gnohéré 23’ Bicfalvi 36’             | Marcatori            | 47’ Juan Carlos 89’ López               |
| Bicfalvi Gnohéré Anton Lazăr Rotariu | Tiri di rigore 4 – 5 | López Lopes Beleck Petrucci Juan Carlos |